# (14937) Thirsk
(14937) Thirsk est un astéroïde de la ceinture principale.

## Description
(14937) Thirsk est un astéroïde de la ceinture principale. Il fut découvert le 1er février 1995 à Kitt Peak par le projet Spacewatch. Il présente une orbite caractérisée par un demi-grand axe de 2,60 UA, une excentricité de 0,17 et une inclinaison de 2,9° par rapport à l'écliptique.

## Compléments